# 우메쓰보역
우메쓰보역(일본어: 梅坪駅, うめつぼえき)은 일본 아이치현 도요타시에 소재하는 나고야 철도의 역이다. 역 번호는 MY08이다.
역 북쪽에서 미카와 선과 도요타 선이 분기되지만, 도요타 선 열차는 인근의 도요타 시 역까지 직통 운행한다.

## 역사
- 1923년 10월 26일: 미카와 철도 역으로 영업 개시.
- 1941년 6월 1일: 미카와 철도가 나고야 철도에 합병되면서 본 회사의 미카와 선의 역이 됨.
- 1977년 12월 25일: 화물 영업 폐지.
- 1979년
  - 3월 27일: 고가화로 인한 도요타 시 방면으로 0.2km 이전.
  - 7월 29일: 도요타 신선(현, 도요타 선) 영업 개시.
- 2001년 6월 30일: 특근화(역무원 배치 시간은 7:00 ~ 19:00).
- 2003년 10월 1일: 트랜 패스 사용 개시에 따라 역 집중 관리 시스템 도입, 무인화.
- 2011년 2월 11일: IC카드 승차권 "manaca" 공용 개시.
- 2012년 2월 29일: 트랜 패스 공용 종료.

## 역 구조
섬식 승강장 1면 2선의 고가역이다(지상역 시절에도 1면 2선의 구조로 바깥에 화물 측선이 1선이 존재하였다). 20m차량 6량 편성이 정차 가능한 승강장이다. 역의 출입구는 북쪽 1개소만 있다. 이전에는 유인역이었지만, 특수근무역인 관계로 역 집중 관리 시스템 도입하여 무인화되었다. 인근의 도요타 시 역에서 원격 관리되고 있다.
- 배리어 프리 설비: 휠체어 대응 엘리베이터
- 화장실: 다목적 화장실 있음

### 승강장
| 번호 | 노선        | 방향 | 행선                              | 비고                        |
| ---- | ----------- | ---- | --------------------------------- | --------------------------- |
| 1    | ■ 미카와 선 | 하행 | 사나게 방면                       |                             |
| 1    | ■ 도요타 선 | -    | 아카이케・후시미・가미오타이 방면 |                             |
| 2    | ■ 미카와 선 | 상행 | 도요타 시・지류 방면              | ■ 도요타 선에서의 열차 포함 |

- 승강장에는 원맨 운전을 위한 센서가 설치되어 있다.

## 역 주변
역 앞에는 큰 로터리가 있다.
- 아이치 환상 철도선 아이칸우메쓰보 역 - 해당역과는 약 600m 정도 떨어져 있다.
- 아사히 유리 아이치 공장(도요타)
- 도요타 공업 고등 전문학교
- 가와바타 공원 - 야하기강 하천 부지.
- 히라시바 공원
- 니시야마 공원
- 국도 제153호선
- 국도 제419호선
- 도요타 지역 의료 센터
- 도요타 지역 간호 전문학교

## 같이 보기
- 아이칸우메쓰보역

| 나고야 철도 미카와선          | 나고야 철도 미카와선 | 나고야 철도 미카와선              |
| ----------------------------- | -------------------- | --------------------------------- |
| MY09 고시도 사나게 방면       |                      | 도요타 시 MY07 지류 방면          |
| 나고야 철도 ■ 도요타선        |                      |                                   |
| TT01 가미토요타 아카이케 방면 |                      | (- 도요타 시) MY07 도요타 시 방면 |